# زوندردورپ
زوندردورپ (به هلندی: Zunderdorp) یک روستا در هلند است که در آمستردام واقع شده‌است. زوندردورپ ۲۳۷ نفر جمعیت دارد.